# Parischnogaster levifoveatus
Parischnogaster levifoveatus är en getingart som först beskrevs av Meade-waldo 1914.  Parischnogaster levifoveatus ingår i släktet Parischnogaster och familjen getingar. Inga underarter finns listade i Catalogue of Life.